# 片山佃
片山 佃（かたやま つくだ、1899年〈明治32年〉12月1日 - 1994年〈平成6年〉）は日本の農学者。

## 来歴
熊本県立玉名中学校（1918年卒業）、第七高等学校造士館を経て、東京帝国大学農学部を卒業した。
農林省農事試験場鴻巣試験地勤務から、1936年に九州帝国大学農学部助教授となり、1939年に教授に昇任した。太平洋戦争中の1943年12月から翌年7月まで、南方軍総監部付を兼務して、占領地域の農業指導にも当たった。1963年に定年退官し、名誉教授となった。

## 業績
イネ科植物の分蘖（ぶんけつ）した茎と主茎の間で、縦に並んだ葉（同伸葉）が同時に規則的に生じることを1951年に報告し、「同伸葉理論」と名付けられた。片山は勤務先の農業試験場で、上司に隠れて勤務外でこの研究をおこなっていた。
ムギの分蘖に関する研究で、1947年に日本農学賞を受賞している。